# Gary MacDonald
Gary MacDonald (Mission, 15 dicembre 1953) è un ex nuotatore canadese.
Specializzato nello stile libero, ha vinto la medaglia d'argento nella staffetta 4x100 m misti alle Olimpiadi di Montreal 1976.

## Palmarès
- Olimpiadi
  - Montreal 1976: argento nella staffetta 4x100 m misti.